# IC 4964
IC 4964 ist eine Balken-Spiralgalaxie vom Hubble-Typ SBcd im Sternbild Pfau am Südsternhimmel. Sie ist schätzungsweise 136 Millionen Lichtjahre von der Milchstraße entfernt und hat einen Durchmesser von etwa 50.000 Lichtjahren.
Das Objekt wurde am 21. September 1900 von DeLisle Stewart entdeckt.